# Andrea Bon (vescovo di Equilio)
Andrea Bon (noto anche come Bono e Buono; Venezia, seconda metà del Trecento – settembre 1466) è stato un vescovo cattolico italiano.

## Biografia
Benedettino, nel 1411, mentre era abate del monastero dei Santi Felice e Fortunato di Vicenza, sono attestati i suoi studi all'Università di Padova, da cui uscì addottorato in diritto canonico. Un'epigrafe riportata da Flaminio Corner lo descriverebbe come artium et theologiae magister.
Nel 1427 era abate del monastero di San Gregorio e al contempo ricopriva il ruolo di vicario generale del vescovo di Castello Pietro Donà (lo sarebbe stato anche sotto Francesco Malipiero e Lorenzo Giustiniani). Nel 1429 papa Martino V accoglieva la sua richiesta di usufruire dei beni accumulati nel corso della sua carriera ecclesiastica per aiutare la famiglia. Nel 1446 presenziò alla ratifica da parte del vescovo Giustiniani della nomina di Cecilia de' Benedetti a badessa di San Girolamo.
Nel 1451 veniva nominato vescovo di Equilio (ovvero Jesolo), una sede pressoché abbandonata per l'impaludamento del suo territorio. Nel 1453 concedeva la chiesa di San Martino di Capodistria, compresa nella sua diocesi, ai Serviti di Venezia. Nel 1454, quale giudice apostolico, sentenziava a favore dei camaldolesi contro il vescovo di Parenzo, attorno al monastero di San Michele di Leme. Con un'altra sentenza del 1458 dichiarava i beni di una Clara, già monaca di Santa Maria della Celestia, pertinenza del convento stesso. Il 1º maggio 1463 consacrava la chiesa di San Giovanni Nuovo. Nel 1465, infine, veniva accusato di aver violato la giurisdizione del vescovo di Treviso, in quanto aveva amministrato la cresima nel duomo di Mestre; fu assolto per provata buonafede.
Nel suo testamento lasciava il suo corredo episcopale e i suoi libri al vescovo successore, ma papa Paolo II decise la soppressione della diocesi che fu assorbita dal neocostituito patriarcato di Venezia. L'eredità finì quindi al vescovo di Cittanova.
Fu ricordato per aver scritto una storia di Guglielma d'Ungheria ma, più probabilmente, ne fu l'ampliatore. Il suo nome compare anche alla fine di un manoscritto con la Glossa ordinaria super Psalmos.